# Franz Ludwig Schenk von Castell
Franz Ludwig Schenk von Castell (né le 5 août 1671 à Arberg, mort le 17 septembre 1736 à Eichstätt) est prince-évêque d'Eichstätt de 1725 à sa mort.

## Biographie
Franz Ludwig, de la maison Schenk von Castell (de), étudie les Studia humanitatis (de) à Ingolstadt et la théologie au Germanicum à Rome. Il a dû également avoir séjourné à Salzbourg, car il y est répertorié comme sodale d'une Congrégation mariale en 1691. En 1694, il devint chanoine à Augsbourg et de 1709 à 1725 prévôt de la cathédrale, en 1696 à Eichstätt Domherr et en 1716 capitulaire. En 1695, il a une inscription à Sienne.
Selon les contemporains, il est intelligent, sérieux et précis dans son discours. Il n'a été ordonné prêtre qu'à l'âge de 46 ans et célèbre sa messe de prémices le 28 mars 1717 dans la chapelle de la crypte de l'église de l'abbaye Sainte-Walburge (de) à Eichstätt.
Le 3 juillet 1725, il est élu 64e évêque d'Eichstätt par le chapitre de la cathédrale d'Eichstätt et consacré le 16 décembre 1725. Il succède à deux membres de sa famille, les 60e et 61e évêques : Marquard Schenk von Castell de 1637 à 1685 et Johann Euchar Schenk von Castell de 1685 à 1967.
En très peu de temps, il renouvèle l'administration épiscopale, qui avait eu des ennuis sous son prédécesseur en raison de la corruption. Au cours de son épiscopat de onze ans, il visite les paroisses, promeut la vénération de Gundekar II, fait terminer l'aile sud de la nouvelle résidence urbaine et construit une résidence d'été et un jardin à Eichstätt de 1735 à 1737. En 1735, la prévôté de la ville est construite sur la place du marché comme siège du juge de la ville. Il organise de somptueuses parties à la cour et des chasses à la cour ; 170 cerfs, 81 sangliers, 204 lapins, 2 loups, 19 renards et 2 blaireaux sont tués lors d'une chasse à la cour en 1710, soit pas beaucoup moins lors de la chasse à la cour de 1730 en l'honneur du prince-évêque de Mayence François-Louis de Palatinat-Neubourg près de Greding. Il consacre beaucoup d'églises, notamment l'église Saint-Jacques de Greding (de).
En 1731, il fait construire une tombe pour la crypte de la famille Castell dans la cathédrale d'Eichstätt, où il sera enterré cinq ans plus tard.